# RPG-28
Le RPG-28 Klyukva « Cranberry » (en russe : РПГ-28 «Клюква») est un lance-roquettes antichar portatif jetable russe mise en service en 2011.

## Histoire
Le RPG-28 a été dévoilé en 2007 à l'IDEX Abu Dhabi par le bureau d'études d'État, Bazalt en tant que lance-roquettes antichar moderne conçu pour vaincre les chars modernes et futurs avec un blindage réactif et composite avancé ainsi qu'une position d'infanterie fortifiée. Il a été proposé à l'exportation en 2008.  Officiellement adopté par le gouvernement russe en décembre 2011. 

## Description
Le RPG-28 partage une ressemblance étroite avec le RPG-27 en ce sens qu'il s'agit d'un lance-roquettes antichar portable et jetable avec une capacité de tir unique. L'intérieur du lanceur est aluminium et l’extérieur est en fibre de verre, il est équipé de deux couvercles en caoutchouc aux extrémités pour sceller l'intérieur du lance-roquettes. Le RPG-28 a un diamètre plus grand que le RPG-27, ce qui permet au RPG-28 d'atteindre des performances de pénétration de blindage plus élevées. La roquette du RPG-28 est une roquette de diamètre 125 mm avec une ogive à charge creuse en forme tandem d'un poids de 8,5 kg et une portée de 300 mètres. La cartouche a une capacité de pénétration déclarée supérieure à 1 000 mm de RHA (après ERA ) et 3 000 mm de brique. Lorsque la munition est tirée des paires d'ailettes se deploient sur la roquette afin d'apporter une meilleure stabilité lors du vol. Le poids chargé est de 13,5 kg.
Le RPG-28 est équipé de simples viseurs en métal rabattables, à la fois avant et arrière. Il existe également la possibilité de monter un viseur optique sur rail pour une portée accrue. Le RPG-28 a un effet de souffle arrière d'au moins 30 m. Il s’agit d’un sérieux inconvénient de l’arme, car elle met en danger le personnel à proximité. Le RPG-28 peut néanmoins être utilisé à l’intérieur des bâtiments.

## Utilisateurs
- Russie